# Las galeriowy

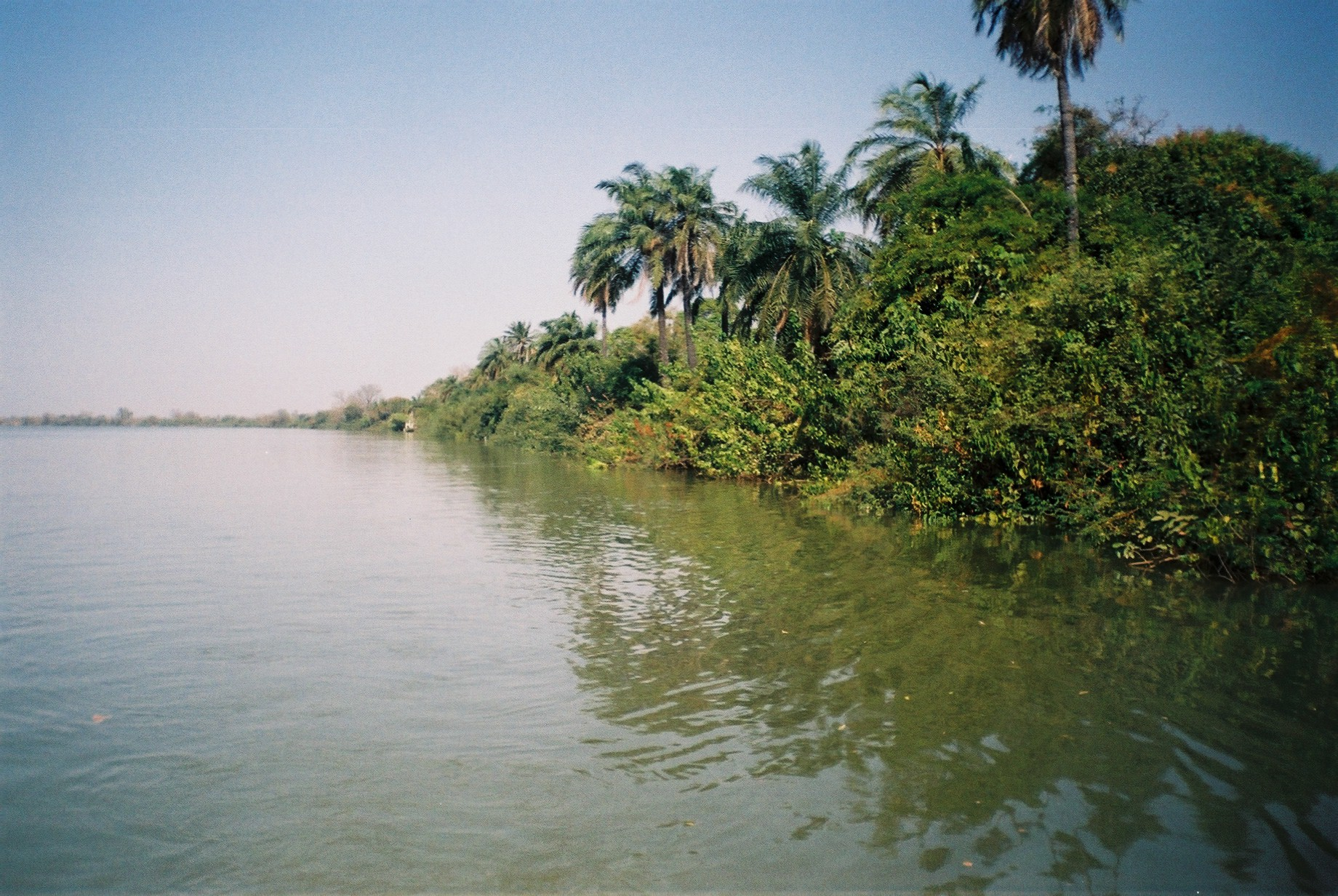
Tropikalny las galeriowy na brzegach rzeki Gambia

Las galeriowy (wł. galleria ‘galeria’, ‘tunel’, ‘sztolnia’) – rodzaj wilgotnych lasów równikowych, porastających doliny rzeczne. Gdy rzeka jest wąska, korony drzew stykają się nad nią, tworząc zacienioną galerię (stąd nazwa). Flora tego typu lasu może być różna, w zależności od strefy klimatyczno-roślinnej:
- w Ameryce Południowej – akacje, figowce, wierzby, balsy, kauczukowce;
- w Afryce – osoczynowate, zatwarowate, morwowate, wilczomleczowate, brezylkowe, marzanowate.

Za lasy galeriowe uważane są również tugaje występujące w zimnym klimacie pustynnym środkowej Azji.